# آزمون و خطا (فیلم ۱۹۹۷)
آزمون و خطا (انگلیسی: Trial and Error) یک فیلم کمدی رمانتیک به کارگردانی جاناتان لین است که در سال ۱۹۹۷ منتشر شد.

## بازیگران
- مایکل ریچاردز
- جف دانیلز
- شارلیز ترون
- ریپ تورن
- جنیفر کولیج
- جسیکا استین
- آستین پندلتن
- دیل دای
- لارنس پرسمن
- مکس کاسلا
- الی ونت‌ورث